# طارق حمدان
شاعر وموسيقي فلسطيني من مواليد 1983م، عمل في العديد من الصحف والمجلات العربية، ويعمل حالياً معد ومقدم برامج في إذاعة مونت كارلو الدوليّة، بالإضافة إلى عمله محرراً لمجلة «فلسطين الشباب» الثقافيّة الشِهريّة.رئيس تحرير مجلة فلسطين الشباب التي تعنى بالثقافة والفنون وحرية التعبير لدى الشباب الفلسطيني في الوطن المحتل والشتات، ترجمت نصوصه الشعرية إلى عدة لغات منها الإسبانية والكورية والإنجليزية والفرنسية، كما صدر له مجموعة شعرية عن دار أزمنة تحت عنوان «حين كنت حيوانا منويا» عام 2011، و«ضحك ونشيج» عام 2018.